# Seán Fleming
Seán Fleming, né le 27 février 1958 à Portlaoise, est un homme politique irlandais, membre du Fianna Fáil (FF). Depuis décembre 2022, il est secrétaire d'État au ministère des Affaires étrangères.
Il est auparavant secrétaire d'État au ministère des Finances de juillet 2020 à décembre 2022. Il est Teachta Dála (TD) pour la circonscription de Laois-Offaly depuis 2020, et auparavant de 1997 à 2016 et de 2016 à 2020 pour la circonscription Laois. Il est président du Comité des comptes publics de 2016 à 2020.

## Biographie
Fleming est comptable de profession. Il fait ses études à l'University College de Dublin. Fleming est élu pour la première fois au Dáil Éireann lors des élections générales de 1997 et conserve son siège aux élections générales de 2002, 2007, 2011, 2016 et 2020.
Il est élu aux élections locales de 1999 en tant que membre du conseil du comté de Laois pour la zone électorale locale de Borris-in-Ossory.
Il est porte-parole de l'opposition pour les dépenses publiques et la réforme de 2011 à 2016. Il est président du Comité des comptes publics de 2016 à 2020.
Le 15 juillet 2020, il est nommé ministre d'État au ministère des Finances, avec une responsabilité particulière pour les services financiers, les coopératives de crédit et les assurances.
En décembre 2022, il est nommé ministre d'État au ministère des Affaires étrangères chargé d'une responsabilité particulière pour le développement international et la diaspora à la suite de la nomination de Leo Varadkar au poste de Taoiseach.